# Never Look Back
Never Look Back est le 1ersingle japonais de Elva Hsiao, sorti sous le label Virgin Records le 20 septembre 2001 au Japon.

## Liste des titres
| 1. | Never Look Back | 3:48 |
| 2. | Lonely          | 3:52 |
| 3. | Red Rose        | 5:25 |